# Władysław Steinhaus
Władysław Steinhaus (ur. 24 sierpnia 1896 w Jaśle, zm. 31 października 1915 w Kowlu) – aspirant oficerski (podchorąży) Legionów Polskich w randze plutonowego, działacz niepodległościowy wyznania mojżeszowego, kawaler Orderu Virtuti Militari.

## Życiorys
Urodził się 24 sierpnia 1896 w Jaśle, w rodzinie Ignacego (1860–1928), doktora praw, adwokata i Malwiny z Ruckerów (zm. 1936). Uczył się w Wyższym Gimnazjum Realnym im. A. Mickiewicza we Lwowie, w którym w maju 1914 zdał maturę.
W sierpniu 1914 wstąpił do Legionu Wschodniego. 16 września 1914, po rozwiązaniu Legionu, wyjechał z rodzicami do Wiednia. Tam  przez  jeden  semestr  studiował  w  Akademii  Handlowej. Pracował w Biurze Prasowym NKN i jako korespondent wydawanego przez biuro tygodnika „Polen”, w którym publikował m.in. tłumaczenia zagranicznych artykułów prasowych na temat Legionów Polskich. 
Wiosną 1915 przyjechał do Piotrkowa, gdzie wstąpił do III batalionu uzupełniającego Legionów Polskich. Uznany przez komisję lekarską za niezdolnego do służby liniowej został przydzielony do kancelarii rachunkowej 6 pułk piechoty. W sierpniu został mianowany sekcyjnym. 15 września wyjechał z pułkiem na front. Walczył w szeregach oddziału sztabowego pułku. Był odpowiedzialny za prowadzenie archiwum i kroniki pułku. Jako „pomocnik kancelarii pułkowej dobrowolnie podejmował się roznoszenia meldunków wśród bardzo silnego ognia artyleryjskiego i karabinowego, aczkolwiek nie był do tego zobowiązany”. Po objęciu dowództwa pułku przez majora Mieczysława Norwid-Neugebauera (9 października) objął komendę nad konnymi gońcami (niem. meldereiter).
Wyróżnił się w bitwie pod Maniewiczami. Były dowódca 6 pp, generał podporucznik Mieczysław Norwid-Neugebauer we wniosku na odznaczenie orderem „Virtuti Militari” napisał:

w czasie przerwania frontu na własnym odcinku w bitwie pod Maniewiczami (Beresana) pchor. Steinhaus jako jedyny oficer ordynansowy spośród wielu, jakimi ówcześnie dowództwo 6 pp rozporządzało, nie tylko nie zawiódł, ale swą namiętną gorączką bojową budził szczery zachwyt. Przenosząc rozkazy dostał się nawet do okopów nieprzyjaciela, skąd mimo bezpośredniego przytrzymania uszedł do swoich, mimo skrajne wyczerpanie fizyczne i nerwowe, dalej przenosząc w sposób wyjątkowo chwalebny dyspozycje dowództwa.

28 października w bitwie pod Kuklami został zraniony szrapnelem w płuca i kość pacierzową. Zmarł 31 października 1915 w szpitalu w Kowlu w następstwie odniesionych ran. 5 listopada tego roku został pochowany na cmentarzu wojennym nr 387 w Krakowie. Imieniem Władysława Steinhausa nazwano w 1934 r. ulicę we Lwowie.

## Ordery i odznaczenia
- Krzyż Srebrny Orderu Wojskowego Virtuti Militari nr 6381 – pośmiertnie 17 maja 1922[23][24]
- Krzyż Niepodległości – pośmiertnie 6 czerwca 1931 „za pracę w dziele odzyskania niepodległości”[25][26][27]
- Krzyż Pamiątkowy 6 pułku piechoty Legionów Polskich pośmiertnie[28]
- Srebrny Medal Waleczności 1 klasy[13]

## Twórczość
- Pamiętnik Legionisty. Kraków: Centralne Biuro Wydawnictw N.K.N, 1916

Jego ponowne wydanie, w opracowaniu Marka Gałęzowskiego, ukazało się w 2015.